# Puck Oversloot
Maria Petronella „Puck” Oversloot (ur. 22 maja 1914 w Rotterdamie, zm. 7 stycznia 2009 tamże) – holenderska pływaczka, srebrna medalistka olimpijska z Los Angeles.
Zawody w 1932 były jej jedynymi igrzyskami olimpijskimi. Medal zdobyła w sztafecie 4 × 100 metrów stylem dowolnym, poza nią tworzyły ją Corrie Laddé, Willy den Ouden i Maria Vierdag. W 1934 zdobyła brąz mistrzostw Europy na dystansie 100 metrów.